# Фобос (лодка)
«Фо́бос» — надувная моторная лодка с жёстким днищем. Она предназначена для обслуживания соревнований по водным видам спорта, в том числе парусных соревнований. Лодку по государственному заказу изготавливали с 1988 года на Ленинградском экспериментальном заводе спортивного судостроения. ОСТ 62-146-82. Надувные баллоны изготавливались совместно с ПО «Ярославрезинотехника».
Лодка «Фобос» выпускалась только по заказам организаций и на экспорт. После распада СССР лодка приобрела популярность у населения для рыбной ловли, водных прогулок, путешествий, развлечений.
Испытания мотолодки проводились на акватории реки Невы и на Всесоюзных соревнованиях по водномоторному спорту на приз журнала «Катера и Яхты» в городе Клайпеде летом 1988 года.
Лодка «Фобос» была задействована в ходе съёмок эпизодов охоты с лодок фильма «Особенности национальной охоты».
| Технические характеристики          | Показатели    |
| ----------------------------------- | ------------- |
| Длина наибольшая, м                 | 3,8           |
| Ширина наибольшая, м                | 1,7           |
| Вес (без мотора), кг                | 80            |
| Пассажировместимость, чел.          | 2–3           |
| Грузоподъёмность, кг                | ?             |
| Рекомендуемая мощность ПМ, л. с.    | 30            |
| Скорость с полной нагрузкой, км/час | не менее 40   |
| Материал корпуса                    | стеклопластик |